# Eupomatia
Eupomatiàcia (Eupomatiaceae) és una família de plantes amb flors amb un sol gènere Eupomatia amb tres espècies que es distribueixen per Nova Guinea i Austràlia oriental. L'espècie tipus és E. laurina (Robert Brown, 1814).

## Morfologia
Arbusts o subarbusts rizomatosos amb tubercles radicals amilacis tous. Indument absent o present en les branquetes. Fulles dístiques, simples, enteres, peciolades sense estípules aromàtiques. Medul·la de la tija no septada. Plantes hermafrodites. Flors perfectes, crema o vermelles o grogues, 30-40 mm de diàmetre, de vegades formant una caliptra. Receptacle urceolat (en forma d'olla). Fruit compost en baia carnosa, comestible en algunes espècies. Llavors amb endosperma carnós o oliós. Nombre cromosòmic: n = 10, 2n = 20.

## Ecologia
Flors protogines (apareien primer els estams) i autocompatibles. Sincronització diürna de l'antesi. Els estaminoides fan una secreció que atrau coleopters dels tipus Elleschodes (Curculionidae), que faciliten la pol·linització (cantaridofília). La dispersió dels fruits la fan mamífers i aus.
Són espècies pròpies de l'hàbitat tropical i la selva plujosa, des del nivell del mar fins als 1300 m d'altitud.

## Usos
La fusta d'E. laurina és molt apreciada com també els fruits que es fan servir per a fer begudes, melmelades i pastisseria tradicional australiana.

## Posició sistemàtica
Les eupomatiàcies han estat associades a Annonaceae.(cf. AP-website).

## Tàxons específics inclosos
- Espècie Eupomatia barbata Jessup, 2002[5]

Austràlia oriental
- Espècie Eupomatia bennettii F. Muell., 1858

Austràlia oriental.
- Espècie Eupomatia laurina R. Br., 1814

Nova Guinea, Austràlia oriental.